# Telorhynchus arripidis
Telorhynchus arripidis är en plattmaskart som beskrevs av Crowcroft 1947. Telorhynchus arripidis ingår i släktet Telorhynchus och familjen Bucephalidae. Inga underarter finns listade i Catalogue of Life.